# Административна подела Аргентине
Аргентина је савезна република и подељена је у 23 покрајине (шп. provincia) и једнан савезни округ (шп. ciudad autónoma) Буенос Ајрес. Сваки субјект федерације има свој устав, према којем влада.
Покрајине су подељене на одељења (шп. departamentos), осим покрајине Буенос Ајрес, који је подељен на 134 округа (шп. partidos). Главни град Буенос Ајрес је подељен на 48 четврти, који се сједињују у 15 општина.

## Покрајине Аргентине
1. Аутономни град Буенос Ајрес
2. Покрајина Буенос Ајрес
3. Катамарка
4. Чако
5. Чубут
6. Кордоба
7. Коријентес
8. Ентре Риос
9. Формоса
10. Хухуј
11. Пампа
12. Риоха
13. Мендоза
14. Мисионес
15. Неукен
16. Рио Негро
17. Салта
18. Сан Хуан
19. Сан Луис
20. Санта Круз
21. Санта Фе
22. Сантијаго дел Естеро
23. Огњена Земља, Антарктик и острва у јужном Атлантику
24. Тукуман

Напомена:

Аутономни град Буенос Ајрес - није део истоимене покрајине

Покрајина Огњена Земља, Антарктик и острва у јужном Атлантику као што се и из имена да закључити, обухвата и Аргентински Антарктик, Фолкландска Острва и Јужну Џорџију и Јужна Сендвичка острва.

## Демографија
Основни демографски подаци о провинцијама и аутономном граду Аргентине приказани су у табели испод:
| заст. | Провинција                  | Главни град           | Службени језик   | Становништво (2010) | Површина (km²) | Густина (ст./km²) |
| ----- | --------------------------- | --------------------- | ---------------- | ------------------- | -------------- | ----------------- |
|       | Аутономни град Буенос Ајрес | -                     | шпански          | 2.891.082           | 203            | 142.418           |
|       | Буенос Ајрес                | Ла Плата              | шпански          | 15.594.428          | 307.571        | 507               |
|       | Ентре Риос                  | Парана                | шпански          | 1.236.300           | 78.781         | 157               |
|       | Катамарка                   | Сан Фернандо          | шпански          | 367.820             | 102.602        | 36                |
|       | Кордоба                     | Кордоба               | шпански          | 3.304.825           | 165.321        | 200               |
|       | Коријентес                  | Коријентес            | шпански, гварани | 993.338             | 88.199         | 113               |
|       | Мендоза                     | Мендоза               | шпански          | 1.741.610           | 148.827        | 117               |
|       | Мисионес                    | Посадас               | шпански          | 1.097.829           | 29.801         | 368               |
|       | Неукен                      | Неукен                | шпански          | 550.334             | 94.078         | 58                |
|       | Огњена Земља                | Ушуаја                | шпански          | 126.190             | 21.263         | 58                |
|       | Пампа                       | Санта Роса            | шпански          | 316.940             | 143.440        | 22                |
|       | Рио Негро                   | Виједма               | шпански          | 633.374             | 203.013        | 31                |
|       | Риоха                       | Риоха                 | шпански          | 331.847             | 89.680         | 37                |
|       | Салта                       | Салта                 | шпански          | 1.215.207           | 155.488        | 78                |
|       | Сан Луис                    | Сан Луис              | шпански          | 431.588             | 76.748         | 56                |
|       | Сан Хуан                    | Сан Хуан              | шпански          | 680.427             | 89.651         | 76                |
|       | Санта Круз                  | Рио Гаљегос           | шпански          | 272.524             | 243.943        | 11                |
|       | Санта Фе                    | Санта Фе              | шпански          | 3.200.736           | 133.007        | 241               |
|       | Сантијаго дел Естеро        | Сантијаго дел Естеро  | шпански          | 896.461             | 136.351        | 66                |
|       | Тукуман                     | Сан Мигел де Тукуман  | шпански          | 1.448.200           | 22.524         | 643               |
|       | Формоса                     | Формоса               | шпански          | 527.895             | 72.066         | 73                |
|       | Хухуј                       | Сан Салвадор де Хухуј | шпански          | 672.260             | 53.219         | 126               |
|       | Чако                        | Ресистенсија          | шпански          | 1.053.466           | 99.633         | 106               |
|       | Чубут                       | Равсон                | шпански, велшки  | 506.668             | 224.686        | 23                |
|       |                             |                       |                  |                     |                |                   |
|       | Република Аргентина         | Буенос Ајрес          | шпански          | 40.677.348          | 2.766.890      | 14                |

Напомена:
Подаци за Огњену земљу не укључују Фолкландска Острва и Аргентински Антарктик.

## Регије
Земља је у научној литератури такође подељена у регионе базиране на природи, култури и историјској функцији. Укупно се издвојила 6 или 7 региона (у зависности од тога да ли Пампас регион третирамо као једну или две: Пампас равнице и Сијера Пампас):
| Регије                  | Провинције које улазе у састав регије              |
| ----------------------- | -------------------------------------------------- |
| Аргентински Северозапад | Хухуј, Салта, Тукуман, Катамарка, Ла Риоха         |
| Гран Чако               | Формоса, Чако, Сантијаго дел Естеро                |
| Месопотамија            | Мисионес, Ентре Риос, Коријентес                   |
| Кујо                    | Сан Хуан, Мендоза, Сан Луис                        |
| Пампаси                 | Кордоба, Санта Фе, Ла Пампа, Буенос Ајрес          |
| Патагонија              | Рио Негро, Неукен, Чубут, Санта Круз, Огњена Земља |

Неке провинције припадају у више од једне регије, иако их сврставамо у ону која преовладава. Тукуман, иако најмања провинција Аргентине, подједнако припада у три регије: јужни Пампас, Гран Чако, те регијама на североистоку и северозападу Аргентине.